# Plachy-Buyon
Plachy-Buyon is een gemeente in het Franse departement Somme (regio Hauts-de-France) en telt 895 inwoners (2004). De plaats maakt deel uit van het arrondissement Amiens.

## Geografie
De oppervlakte van Plachy-Buyon bedraagt 10,1 km², de bevolkingsdichtheid is 88,6 inwoners per km².
De onderstaande kaart toont de ligging van Plachy-Buyon met de belangrijkste infrastructuur en aangrenzende gemeenten.

## Demografie
Onderstaande figuur toont het verloop van het inwonertal (bron: INSEE-tellingen).